# حبیب‌الله دهمرده
حبیب‌الله دَهمَرده (زاده ۵ مرداد ۱۳۳۱) سیاستمدار ایرانی و استاد دانشگاه است. وی استاندار استان‌های لرستان، سیستان و بلوچستان و کرمان و نماینده منتخب اول دوره دهم و یازدهم مجلس شورای اسلامی از حوزه انتخابیه زابل، زهک، نیمروز، هامون و هیرمند بوده‌است.

## نمایندگی مجلس
وی در انتخابات دوره دهم مجلس شورای اسلامی، با کسب ۱۱۴٬۴۳۹ رأی از مجموع ۱۸۶٬۳۹۶ رأی معادل ۶۱٫۴۰٪ درصد آرا به عنوان نفر اول زابل به مجلس راه پیدا کرد.
در انتخابات دوره یازدهم مجلس شورای اسلامی با کسب ۶۴٬۳۱۴ رأی از مجموع ۱۶۲٬۱۵۸ رأی، معادل ۳۹٫۶۶٪ درصد آرا به مجلس راه پیدا کرد.
وی در انتخابات دوازدهمین دوره مجلس شورای اسلامی با کسب ۳۷ هزار و ۹۸۹ رأی از مجموع ۱۶۴ هزار و ۳۴۸ رأی مأخوذه صحیح از راهیابی به این دوره از مجلس باز ماند.

## نامزد انتخابات ریاست‌جمهوری ایران ۱۴۰۳
وی در روز شنبه ۱۲ خرداد ۱۴۰۳ با حضور در وزارت کشور برای انتخابات ریاست‌جمهوری دوره چهاردهم ثبت‌نام کرد ولی پیش از اعلام اسامی توسط شورای نگهبان به نفع نیروهای انقلاب کناره‌گیری کرد.